# Stefan Lewiński
Stefan Lewiński herbu Lewart (ur. 19 grudnia 1736, Drohomirczany k. Stanisławowa, zm. 23 stycznia 1806) – duchowny greckokatolicki, sekretarz Gabinetu króla i Rady Nieustającej od ok. 1775, unicki biskup pomocniczy 1784-1791 (zrezygnował), nom. koadiutorem i administratorem unickiej diecezji łuckiej i ostrogskiej 13 lutego 1787, prekonizowany koadiutorem 22 stycznia 1788, prekonizowany ordynariuszem łuckim unickim 18 listopada 1798. 
W latach 1757–1763 studiował teologię w Kolegium Papieskim we Lwowie.
Odznaczony Orderem Świętego Stanisława w 1791 roku.